# Фрай, Уильям Генри (композитор)
Уильям Генри Фрай (англ. William Henry Fry; 10 августа 1813, Филадельфия — 21 декабря 1864, Санта-Крус, Датская Вест-Индия) — американский композитор и музыкальный критик.

## Биография
Сын видного филадельфийского печатника, соучредителя газеты National Gazette and Literary Register, в которой Фрай начал сотрудничать как журналист и музыкальный критик. Одновременно учился музыке под руководством обосновавшегося в Филадельфии французского дирижёра Леопольда Меньяна. Дебютировал как композитор, по предположению своего биографа У. Т. Аптона, в 1833 году, когда оркестр Меньяна исполнил его увертюру. Во второй половине 1830-х годов начал работать над первой оперой «Весталка Аурелия», которая, однако, так и не была поставлена. В 1845 г. добился заметного публичного успеха оперой «Леонора» (премьера 4 июня, либретто брата, Джозефа Риза Фрая, по пьесе Э. Булвер-Литтона «Леди из Лиона»), которая считается первой поставленной оперой родившегося в США композитора. Затем в 1846—1852 гг. жил в Европе, выступая как иностранный корреспондент ряда американских газет, в том числе New York Tribune.
По возвращении в США Фрай некоторое время сотрудничал как композитор с оркестром Луи Жюльена, для которого написал, в частности, одно из самых известных своих сочинений — Рождественскую симфонию «Санта-Клаус» (1853), эксцентричное сочинение примерно получасовой длины с выигрышными сольными эпизодами для разных инструментов вплоть для контрабаса. За «Санта-Клаусом» последовали несколько других программных сочинений для оркестра, с использованием не менее экзотических приёмов: так, Ниагарская симфония (1854) включала в состав оркестра одиннадцать литавр для передачи грохота Ниагарского водопада. Сценический успех ожидал и новую оперу Фрая «Собор Парижской богоматери» (1864, по одноимённому роману Виктора Гюго). Ему принадлежат также другие программные симфонические сочинения, струнные квартеты, Stabat Mater. Как музыкальный критик Фрай (в том числе музыкальный редактор New York Tribune) выступал убеждённым пропагандистом создания и исполнения оригинальной американской музыки.